# Mayéyé (ville)
Mayéyé est une localité du département de la Lékoumou en République du Congo, située au sud-ouest sur une altitude de 453 m. Elle est le chef-lieu du district de Mayéyé.